# Municipio de Richland (condado de Newton)
El municipio de Richland (en inglés: Richland Township) es un municipio ubicado en el condado de Newton en el estado estadounidense de Arkansas. En el año 2010 tenía una población de 281 habitantes y una densidad poblacional de 2,24 personas por km².

## Geografía
El municipio de Richland se encuentra ubicado en las coordenadas 35°45′24″N 93°6′29″O / 35.75667, -93.10806. Según la Oficina del Censo de los Estados Unidos, el municipio tiene una superficie total de 125.32 km², de la cual 125,19 km² corresponden a tierra firme y (0,11 %) 0,13 km² es agua.

## Demografía
Según el censo de 2010, había 281 personas residiendo en el municipio de Richland. La densidad de población era de 2,24 hab./km². De los 281 habitantes, el municipio de Richland estaba compuesto por el 91,46 % blancos, el 3,91 % eran amerindios y el 4,63 % eran de una mezcla de razas. Del total de la población el 1,07 % eran hispanos o latinos de cualquier raza.